# Karl Schmidt-Rottluff
Karl Schmidt-Rottluff (født 1. december 1884, død 10. august 1976) var en tysk maler, (ekspressionist og grafiker).
Karl Schmidt-Rottluff var medstifter af den tyske malergruppe Die Brücke eller på dansk broen. 

## Stiftere afDie Brücke
Gruppen blev stiftet i 1905 af:
- Erich Heckel,
- Fritz Bleyl,
- Ernst Ludwig Kirchner
- Karl Schmidt-Rottluff.

Gruppen koncentrerede sig hovedsageligt om den ekspressionistiske malerkunst. 
Karl Schmidt-Rottluff døde 1976 efter at have været plaget af sygdom i mange år.